# Dorymyrmex carettei
Dorymyrmex carettei é uma espécie de formiga do gênero Dorymyrmex.